# 國際民主教育年會
國際民主教育年會是由國際另類教育資源網主辦，每年一度，在不同的國家舉行。與會者來自世界各地，主要是民主學校的校長、教師、學生，和在家自學的家長，以及教育組織的工作者。

## 外部連結
- 國際民主教育年會 （页面存档备份，存于）